# Puma Tubarão
Puma Tubarão é a designação informal dada a automóveis da Marca Puma e carroceria coupé produzidos a partir de meados de 1968 e início de 1976. Nestes coupés, as tomadas de ar do motor localizadas acima dos para lamas traseiros lembram as Guelras de um “Tubarão”, por isso a designação.   

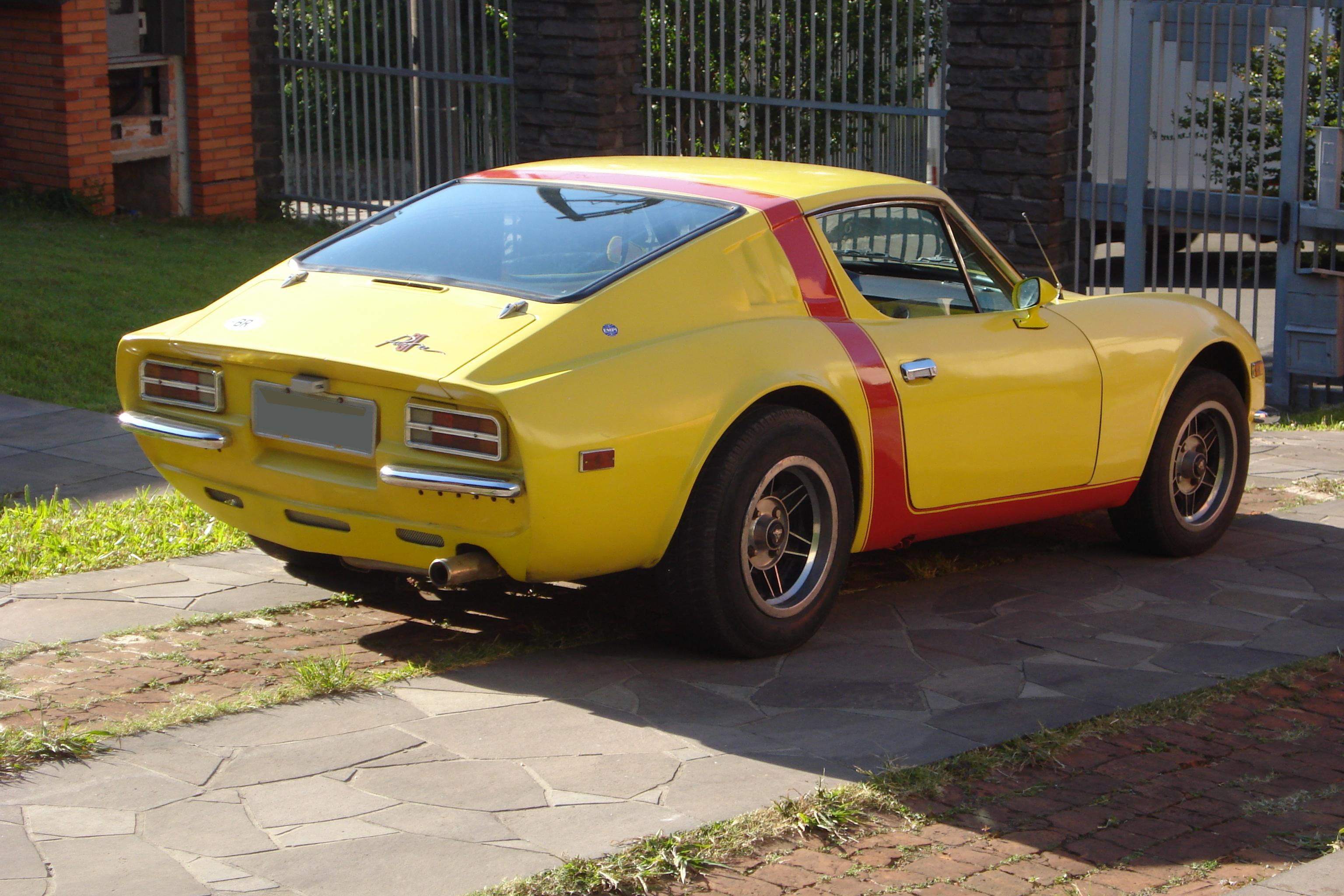
Puma GTE 1970, Carroceria “P3”.

O Puma GT em sua versão “Tubarão” (GT 1500) foi apresentado para a imprensa em abril de 1968. 
Em 1970 foi lançado o Puma GTE, destinado à exportação e vendido também no mercado interno. A letra “E” significa "export" ou "exportação" 
Este modelo se trata de uma reestilização do modelo “GT 1500”, com alterações na carroceria.
Curiosamente, a letra “E” nos emblemas destes carros é muito raramente encontrada. E apenas nos modelos de exportação de 1970. Permanecendo apenas “GT” nos modelos do mercado brasileiro. 

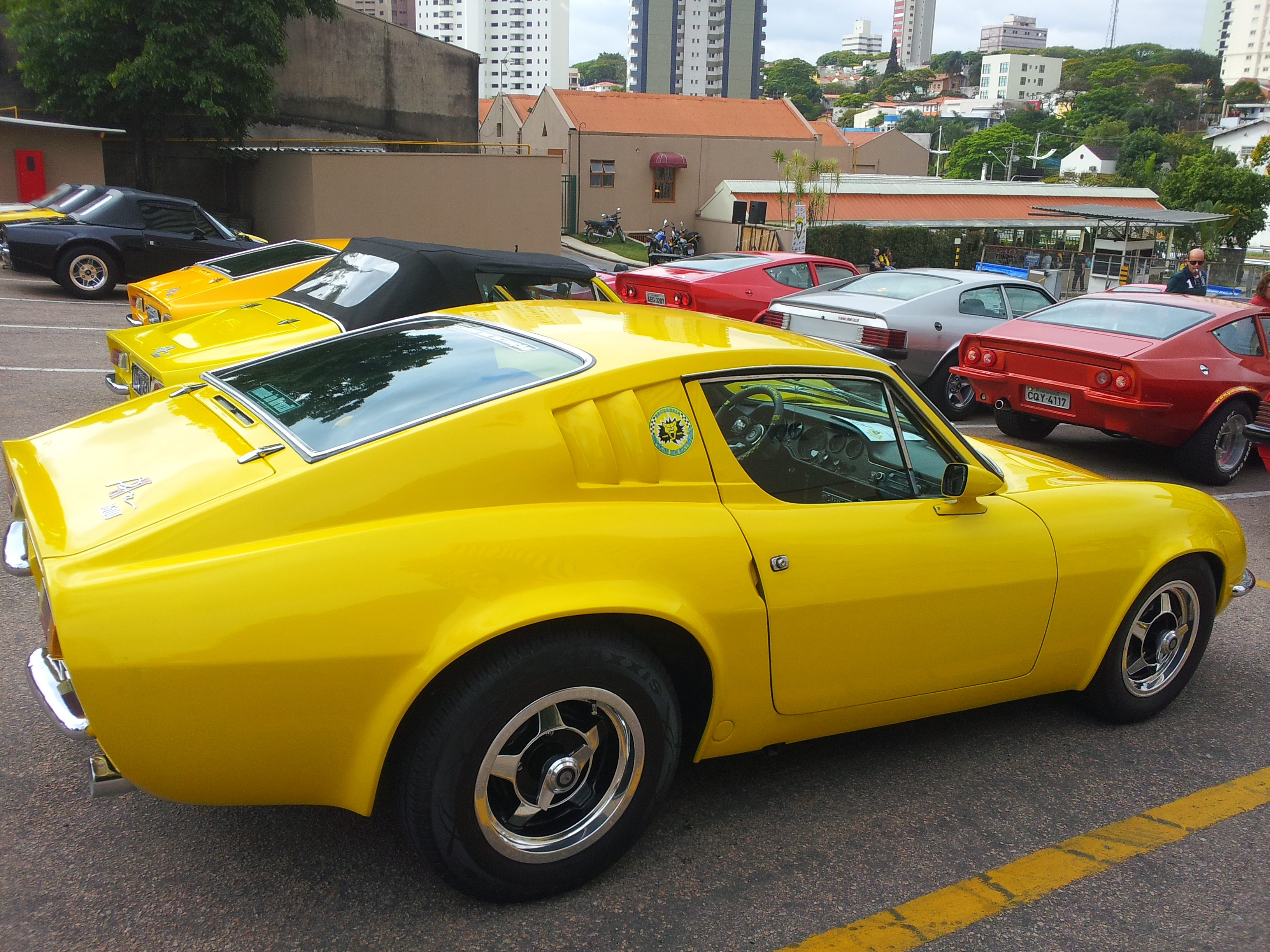
Puma GTE, ultima carroceria Tubarão)

No Salão do Automóvel de São Paulo de 1972, foi apresentado a nova versão Puma GTE. Esta é uma carroceria, completamente remodelada em relação a anterior.  Embora fosse completamente nova, suas linhas gerais são semelhantes ao modelo anterior. 
Na final de 1973 as características bolhas dos farois foram retiradas, dando inicio a uma estática que seria preservada nos pumas 4 cilindros até o final de sua produção nos anos 90.
Este modelo ficou em produção até fevereiro de 1976, quando foi lançada ,a assim chamada, 2ª série dos Puma GTE. Com este evento se encerrando a produção dos "Puma Tubarão".

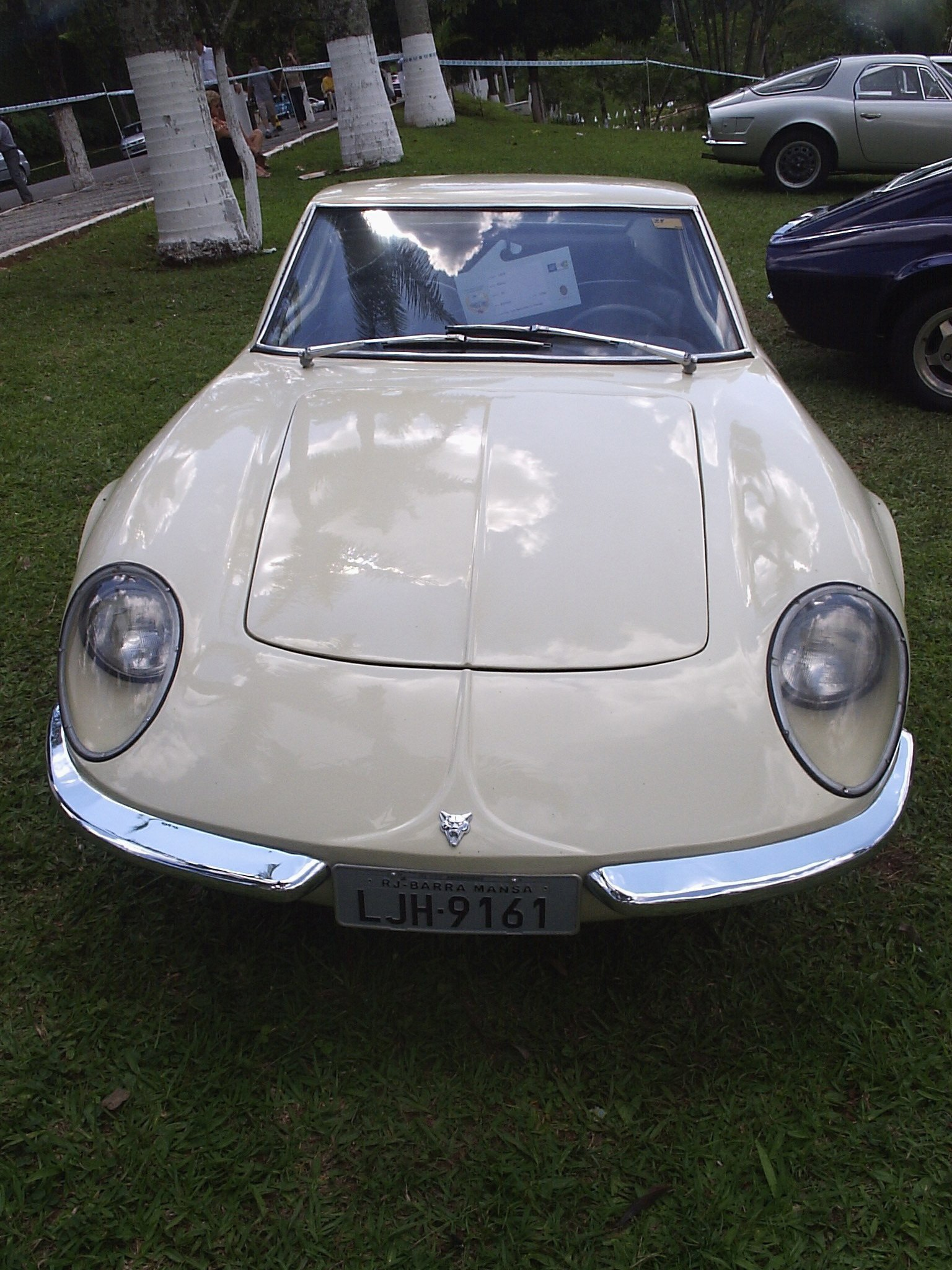
Puma GT 1500 (1969)

Embora adotassem a carroceria no estilo cupê e terem sido produzidos neste período os poucos GT4R não adotam esta designação

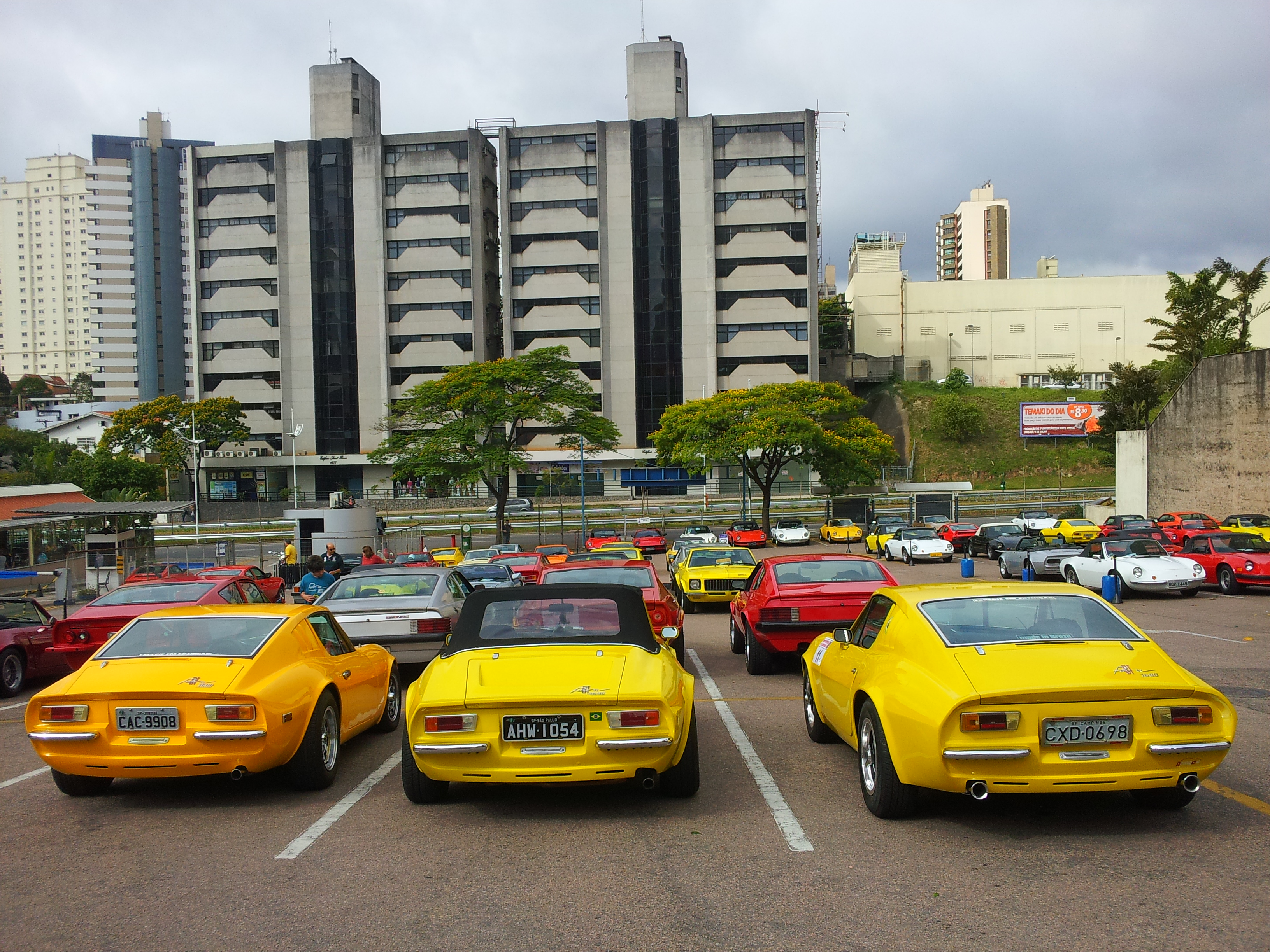
o automóvel da extrema esquerda possui a carroceria produzida entre 1970 3 1973, enquanto que o da extrema direita foi produzido entre 1973 e 19976